# Святий Лоренцо Джустініані зі святими
«Святий Лоренцо Джустініані зі святими» (італ. San Lorenzo Giustiniani e santi) — вівтарна картина італійського живописця Порденоне (Джованні Антоніо де Саккіс). Створена у 1532 році. Зберігається в Галереї Академії у Венеції (у колекції з 1815 року).

## Опис
Це вівтарне полотно, яке вважається однією з найвидатніших робіт, створених художником у Венеції, призначалось для вівтаря каплиці Реньє церкви Мадонна-дель-Орто.
Лоренцо Джустініані був першим єпископом, котрий носив сан венеціанського патріарха (у той час патріархат був перенесений із міста Градо). Його канонізували лише у 1690 році. У цій роботі він зображений у момент, коли він благословляє святих Людовіка Тулузького, Франциска, Івана Хрестителя, Бернардина і каноніків із Сан-Джорджо-ін-Альга, що служили в церкві, для якої призначалась ця робота як вівтарна картина.
Прихильність художника до канонів маньєризму прослідковується у чіткій організації композиції, а також в подовжених фігурах, які ніби «вгвинчуються» у простір. Оголена мускулиста фігура Івана Хрестителя, який простягає жертовне ягня, домінує у цій сцені. Його торс майже неприродно вигнутий, що створює асиметрію у правій частині композиції.